# Стефан Стефанов (зоолог)
Вижте пояснителната страница за други личности с името Стефан Стефанов.
Стефан Костов Стефанов е български зоолог и университетски преподавател, професор.

## Биография
Роден е на 14 октомври 1919 г. в село Стралджа, област Ямбол. През 1939 г. завършва Американския колеж в София. След това се записва във Висшето търговско училище при Варненската търговска камара. През есента на 1940 г. го напуска и се записва в Софийския университет, където се дипломира през 1944 г. На 15 ноември 1946 г. е назначен за асистент по зоология в Софийския университет.
Умира на 17 май 2003 г. в София.

## Научна дейност
Под ръководството на професорите Георги Паспалев и Георги Козаров, се включва в изследването на маларийните комари. До 1962 г. работи върху проблема малария и маларийни комари в България. Изследва морфологията, таксономията, ембриологията и биологията на размножаването на различни видове гръбначни животни от българската фауна.
Води лабораторни упражнения по зоология на безгръбначните животни, практикум по микроскопска техника и по зоология, лабораторни упражнения по хистология и ембриология.
От 1 януари 1964 г. е доцент в Катедрата по зоология на гръбначните животни. Чете курсовете Хистология с цитология, Хистология и Ембриология.
Включва се в колектив от медици и биолози за изучаване на причините на ендемичния нефрит в село Караш, област Враца. Изследва хистологичните промени в черния дроб на диви дребни бозайници и безопашати земноводни от района.
Стефан Стефанов е сред първите български зоолози, които използват електронния микроскоп в изследванията си.
През 1970 г. е избран за професор. От 1973 г. е ръководител на Катедрата по обща цитология, хистология и ембриология. В периодите 1970 – 1972, 1974 – 1975 и 1977 – 1979 г. е заместник-декан на Биологическия факултет на Софийския университет. Член е на Съюза на учените в България и на Съюза на анатомите в България. От 1976 до 1980 г. е заместник-председател на Националния комитет към Международния съюз за биологически науки при Българска академия на науките. Член е на научните съвети на Института по зоология и на Института по морфология и антропология при БАН.
Удостоен е два пъти с орден „Св. св. Кирил и Методий“ I степен, медал „100 години Софийски университет“, златна значка на Централния съюз на профсъюзите.

## Научни трудове
Автор е на учебници, книги и ръководства и над 40 научни статии.
- „Сухо запазване на яйца от Anopheles maculipennis Meigan“ (1949);
- „Влиянието на намаления воден внос върху структурата и функционалното състояние на яйчниците на бели мишки“ (1956);
- „Върху някои сезонни морфолого-хистологически изменения в гонадите на лалугера (Citellus citellus balkanicus ssp. n.) в Софийско“;
- „Хистологични особености на черния дроб от безопашати земноводни и дребни диви гризачи от района на ендемичния нефрит, с. Караш, Врачанско“ (1964);
- „Електронномикроскопско проучване на сперматогенезиса при водния плъх (Arvicolla terrestis L.)“;
- „Морфология на зарастване на експериментални кожни рани, предизвикани от изгаряне с напалм“ (1964);
- „Влияние на местното охлаждане върху протичане на експериментално изгаряне от III степен“ (1964).[1]